# Інформаційна діяльність
Інформаці́йна дія́льність — це сукупність дій, спрямованих на задоволення інформаційних потреб громадян, юридичних осіб і держави.

## Загальна характеристика інформаційної діяльності
З метою задоволення цих потреб органи державної влади, місцевого й регіонального самоврядування створюють інформаційні служби, системи, мережі, бази й банки даних. Порядок їх формування, структура, права і обов'язки визначаються Кабінетом Міністрів України або іншими органами державної влади, а також органами місцевого й регіонального самоврядування.
Формально (юридично) визначення інформаційної діяльності було зроблено у Закон України.
У редакції Закону України «Про інформацію» від 13 січня 2011 року було визначено, що основними видами інформаційної діяльності є створення, збирання, одержання, зберігання, використання, поширення, охорона та захист інформації.
У іншій, аналітичні інтерпретації до інформаційної діяльності можна включити діяльність людини, пов'язану з процесами отримання, перетворення, накопичення і передачі інформації.
В Україні створюються умови для здобуття професійної освіти в галузі інформаційної діяльності через систему навчальних закладів відповідного напряму (журналістики, статистики, бібліотечної і архівної справи, науково-інформаційної діяльності, інформатики, обчислювальної техніки тощо). Принципи їхньої діяльності регламентуються Законом України «Про освіту» і іншими законодавчими актами.
Ефективне проведення інформаційної діяльності передбачає розуміння кінцевого результату діяльності (мети діяльності), наявність суб'єкта — того, хто її виконує (суб'єкта інформаційної діяльності), об'єкта — того на кого спрямовано виконання завдання (об'єкта інформаційної діяльності); наявність джерел, форм, методів виконання завдання (процесів інформаційної діяльності) та результатів інформаційної діяльності (інформаційних продуктів).
Розрізняють інформаційну діяльність, яка є частиною розумової праці і включає операції із сприйняття, переробки і видачі інформації, що невіддільна від розумової праці фахівців науки і техніки, та інформаційне обслуговування (сервіс), котре є галуззю професійної діяльності, основні складові якої — процеси створення, оформлення, збирання, аналітико-синтетичної переробки, пошуку, поширення, зберігання й організації використання інформації. Ці процеси виконують професіонали — інформаційні працівники з метою підвищення ефективності праці фахівців різних галузей людської діяльності.

## Види інформаційної діяльності
Основними видами інформаційної діяльності є одержання, використання, поширення й зберігання інформації.
| Вид інформаційної діяльності                                                                        | Ознаки |
| --------------------------------------------------------------------------------------------------- | --- |
| Одержання інформації                                                                                | придбання й накопичення, відповідно до чинного законодавства України, документованої або публічно оголошуваної інформації громадянами, юридичними особами або державою. |
| Використання інформації                                                                             | задоволення інформаційних потреб громадян, юридичних осіб і держави. |
| Поширення інформації                                                                                | розповсюдження, обнародування, реалізація у встановленому законом порядку документованої або публічно оголошуваної інформації.                                          |
| Зберігання інформації                                                                               | забезпечення належного стану інформації і її матеріальних носіїв. |
| Одержання, використання, поширення й зберігання документованої або публічно оголошуваної інформації | здійснюється у порядку, передбаченому цим Законом та іншими законодавчими актами в галузі інформації.                                                                   |

Види науково-інформаційної діяльності
| Вид науково-інформаційної діяльності | Спосіб |
| ------------------------------------ | --- |
| Інформаційне моделювання             | полягає у розробці конструктивних, параметричних, методологічних моделей можливого вирішення проблем на основі інформаційних даних, прогнозування науково-технічної ситуації, формування еталонного уявлення про об'єкти, які розробляються тощо. |
| Інформаційна експертиза              | перевірка достовірності інформації, зокрема шляхом зіставлення отриманих результатів (на всіх стадіях розробки) з інформаційними даними. |
| Інформаційне забезпечення            | система одержання, оцінки, зберігання та переробки даних, створена з метою вироблення управлінських рішень. Це стосується різних видів діяльності, наприклад виробничої і збутової, сервісного обслуговування, включаючи підвищення технологічності виробництва, якості вироблюваної продукції, зниження її собівартості, рекламу, інформацію про асортимент продукції, ціни, форми організації сервісу тощо. |

## Напрями інформаційної діяльності
Основними напрямами інформаційної діяльності є: політичний, економічний, соціальний, духовний, екологічний, науково-технічний, міжнародний тощо.
Держава зобов'язана постійно дбати про своєчасне створення, належне функціонування і розвиток інформаційних систем, мереж, банків і баз даних у всіх напрямах інформаційної діяльності.
держава гарантує свободу інформаційної діяльності в цих напрямах всім громадянам та юридичним особам в межах їх прав і свобод, функцій і повноважень.

## Складові інформаційної діяльності
Виділяють такі складові інформаційної діяльності:
- наукова (аналітико-синтетична) обробка документів;
- технічна обробка документів;
- комп'ютерна обробка документів.

### Наукова (аналітико-синтетична) обробка документів
До сфери наукової обробки документів входить систематичне визначення кола питань, що виникають у процесі базової (професійної) діяльності споживача. Завданням рефе-рентів-аналітиків є виявлення, відбір, аналітико-синтетична обробка документної інформації та підготовка на цій основі інформаційних документів. Основна відмінність процесу наукової обробки документів полягає в тому, що її результат — не просто аналіз і згортання первинної інформації, а перетво-рення її на інформаційний засіб базової діяльності споживача інформації.
Обов'язковими складовими наукової обробки документів є аналітичний відбір та критична оцінка документної інформації відповідно до потреб споживача, організація її у формі завершеного вторинного документа, а в разі необхідності — його анотування, індексування (визначення індексів УДК і ББК).
Наукова обробка документів як один з основних видів інформаційної діяльності потребує значних інтелектуальних зусиль і належить до розряду наукової діяльності. Значення наукової обробки документів настільки значне, що вона є одним з основних критеріїв оцінювання рівня наукової зрілості здобувачів наукового ступеня доктора і кандидата наук, діяльності науково-дослідних інститутів, одним із основних засобів ухвалення науково виважених управлінських рішень і т. ін.
Визначальною умовою якості наукової обробки документів є досягнення відповідності змісту вихідних документів інформаційній потребі споживача.
Наукову обробку документів найчастіше виконують бібліотеки або інформаційні служби на конкретне (індивідуальне чи колективне) замовлення користувачів. Таким чином, процеси збирання (виявлення, пошуку), наукового перетворення (аналітико-синтетичної обробки) документованої інформації є етапами загальнішого процесу — інформаційної діяльності.

### Науково-технічна обробка документів
Науково-технічне опрацювання справ є одним з найважливіших етапів необхідних для правильного зберігання документів та ефективного їх використання.
Науково-технічна обробка являє собою комплекс робіт по впорядкуванню документів, що включає проведення експертизи цінності документів, формування архівних документів в одиниці зберігання (справи), підшивку справ, нумерацію аркушів справ, оформлення обкладинок, складання внутрішніх описів і засвідчувальних аркушів, складання описів справ, історичних довідок, передмов та інші.